# Pharellus
Pharellus – rodzaj chrząszczy z rodziny biedronkowatych i podrodziny Microweiseinae. Obejmuje 12 opisanych gatunków.

## Morfologia
Chrząszcze o drobnym, nie przekraczającym 1,3 mm długości, wyraźnie wysklepionym ciele, ubarwionym zwykle ciemnobrązowo. Wierzch ciała porośnięty jest drobnymi, delikatnymi włoskami i wmieszanymi w nie długimi, rozproszonymi szczecinkami.
Tak długa jak szeroka lub szersza niż dłuższa głowa jest w spoczynku silnie podgięta. Przód głowy często bywa ryjkowato wyciągnięty. Oczy złożone są duże i nagie. Czułki zbudowane są z dziewięciu, rzadziej dziesięciu członów; zwieńczone są trójczłonową buławką. Do czterech razy dłuższy od panewek czułkowych i nad nimi lekko wykrojony frontoklipeus ma słabe obrzeżenie po bokach. Bruzdy podczułkowe są krótkie. Żuwaczki mają dobrze rozwinięte prosteki i zredukowane powierzchnie molarne. Szczęki mają bardzo małe kotwiczki, pozbawione dołków dźwigacze głaszczków (palpifery), a same głaszczki szczękowe o ostatnim członie stożkowato wydłużonym z wąskim i ukośnie ściętym wierzchołkiem. Warga dolna ma długą i tak szeroką, jak krótki podbródek, bródkę oraz zbliżony długością do głaszczków wargowych języczek. Szerokość i długość guli są mniej więcej równe długości jamy przedgębowej.
Poprzeczne przedplecze ma wypukły dysk i wygrodzone od niego wyraźną linią lub listewką kąty przednie. Tarczka jest trójkątna. Pokrywy są bezładnie punktowane i mają niekompletne, wąskie epipleury. Na spodzie tułowia i epipleurach brak jest wcisków do chowania odnóży w spoczynku. Silnie uwstecznione przedpiersie ma równoległoboczny do lekko trójkątnego wyrostek międzybiodrowy. Śródpiersie jest poprzeczne, o wyniesionej krawędzi przedniej, oddzielone od zapiersia szwem z łukowatą częścią przednią. Poprzeczne, dłuższe niż dwa pierwsze wentryty zapiersie ma pełne i odgięte linie udowe. Odnóża charakteryzują się lekko nabrzmiałymi udami, smukłymi goleniami i czteroczłonowymi stopami.
Odwłok ma sześć widocznych na spodzie sternitów (wentrytów), z których pierwszy jest tak długi jak dwa następne razem wzięte, a szósty widoczny jedynie częściowo. Linie udowe na pierwszym wentrycie biegną łukowato, w pobliżu jego bocznych krawędzi, i osiągają jego krawędź wierzchołkową. Niekiedy oprócz nich obecne są krótkie linie dodatkowe. Genitalia samca mają silnie uwstecznione lub całkiem nieobecne paramery, niesymetryczny, wydłużony i ku szczytowi zwężający się płat środkowy fallobazy oraz długie prącie z dobrze widoczną, smukłą kapsułą nasadową. Genitalia samicy cechują się robakowatą spermateką oraz trójkątnym pokładełkiem z wydłużonymi stylikami o niezmodyfikowanych szczecinkach wierzchołkowych.

## Ekologia i występowanie
Przedstawiciele rodzaju zamieszkują krainy orientalną i australijską. Największe bogactwo gatunkowe osiągają na wyspach Oceanii. Dwa gatunki występują w kontynentalnej Australii.
Zarówno larwy, jak i owady dorosłe są drapieżnikami żerującymi na czerwcach (kokcydofagami).

## Taksonomia
Rodzaj ten wprowadzony został po raz pierwszy w 1928 roku przez Alberta Sicarda, wówczas jako takson monotypowy. Liczne nowe gatunki opisane zostały w 1965 roku przez Edwarda Alberta Chapina. W 1977 roku Robert Donald Gordon zsynonimizował ten rodzaj ze Scotoscymnus, jednak krok ten został zignorowany przez późniejszych autorów.
Do rodzaju tego należy 12 opisanych gatunków:
- Pharellus calvus Chapin, 1965
- Pharellus dybasi Chapin, 1965
- Pharellus glabratus Ślipiński & Tomaszewska, 2005
- Pharellus guamensis Chapin, 1965
- Pharellus minutissimus Sicard, 1928
- Pharellus palauensis Chapin, 1965
- Pharellus ponapensis Chapin, 1965
- Pharellus popei Ślipiński & Tomaszewska, 2005
- Pharellus setosus Chapin, 1965
- Pharellus thanhhoaensis Hoang, 1978
- Pharellus villosus Chapin, 1965
- Pharellus yapensis Chapin, 1965

Mutsuo Miyatake w 1994 roku umieścił ten rodzaj w plemieniu Sukunahikonini. W 2012 roku Hermes Escalona i Adam Ślipiński na podstawie wyników analiz filogenetycznych zrezygnowali z wyróżniania tego plemienia, a rodzaj Pharellus umieścili wśród Microweiseini w obrębie podrodziny Microweiseinae. Według wspominanych analiz Pharellus zajmuje pozycję siostrzaną względem rodzaju Scymnomorphus, tworząc z nim klad siostrzany dla rodzaju Paraphellus.